# Bol'šoe Muraškino
Bol'šoe Muraškino (in russo Большое Мурашкино?) è un insediamento operaio della Russia europea centro-orientale, nell'oblast' di Nižnij Novgorod, centro amministrativo del rajon Bol'šemuraškinskij.
Si trova sul fiume Sundovik (affluente del Volga), 90 km a sud-est di Nižnij Novgorod.